# Vahram Martirosyan
Vahram Martirosyan (Gyumri, 27 de julio de 1959) es un escritor, guionista y periodista armenio. Su primera novela, Deslizamiento de Tierras (2000), fue un bestseller en Armenia y una de las pocas novelas armenias modernas traducidas al extranjero, como Glissement de terrain en francés.

## Biografía

### Educación
- Estudió en el Departamento de Filología Armenia de la Universidad Estatal de Ereván (UEE) de 1976 a 1981.
- Completó estudios de posgrado en Psicología y Pedagogía en la Universidad Estatal de Idiomas de Ereván en 1983 y en Literatura Rusa en UEE en 1984.
- Defendió su doctorado en 1986 sobre las traducciones al armenio de Alexander Blok.
- Estudió lengua y literatura húngara en Budapest entre 1987 y 1988 dentro de un programa de intercambio para escritores y traductores.
- En 2006, investigó la experiencia de India con el Periodismo de Desarrollo en Nueva Delhi (IIMC).
- Participó en cursos superiores de guionistas y directores del cine en Moscú (2007–2008). Proyecto de diploma: guión para la película Adolf Hitler: La Vida después de Muerto (asesor: Alexander Mindadze).

### Carrera
- En los años 1980 trabajó como asesor literario en el Teatro Dramático de Ereván, consultor en la Unión de Escritores Armenios y jefe de traducción del periódico "Grakan tert”. Fue también corresponsal en la zona del terremoto de Spitak (1988–1990).
- De 1984 a 1986 enseñó literatura rusa en la Universidad Estatal de Ereván.
- En los años 90 fue subeditor jefe del semanario Hayk y luego corresponsal parlamentario.
- En 1993 fue nombrado Subjefe del Comité Estatal de Radio y Televisión de Armenia.
- En 1995 renunció a su cargo gubernamental. De 1996 a 1999 fue vicepresidente y director ejecutivo interino de la televisión privada AR.
- En 2001 fundó y editó la revista Bnagir (texto) junto con Violet Grigoryan.
- En 2003 enseñó el curso La separación de la literatura del estado en la Universidad Estatal de Idiomas, con beca de la Universidad Centroeuropea.
- En 2004 condujo el programa diario Revolución en Kentron TV.
- En 2010 impartió clases en el Departamento de Periodismo en la UEE y en la Escuela de cine del Golden Apricot.
- De 2011 a 2021 dirigió el museo de medios Lratun en el Centro de Iniciativas Mediáticas.
- En 2021 fue elegido miembro del Consejo de la Radio y Televisión Pública, renunciando en 2024.
- En 2022 impartió el curso Maestría en Escritura en la Fundación Eurasia Partnership.
- De 2022 a 2023 presentó Descubrimientos en Boon TV.
- En 2023 publicó las series País fronterizo y Diario húngaro en Aliq Media.
- De 2022 a 2023 filmó Ucrania: La guerra de todos para Azatutyun.
- En 2023–2024 presentó el pódcast Excavaciones en EVN Report.

### Política
- En 1978 organizó manifestaciones en apoyo a los armenios de Beirut.
- En 1979 intentó protestar contra la enseñanza obligatoria en ruso en universidades.
- Fue vigilado por el KGB y tuvo restricciones de viaje.
- Condujo el programa La semana política (1992–1993).
- Escribió en Hayk y Aravot (1990–1996).
- Presentó Solitario político en 1995, que fue cancelado por presión política.
- En 1995 renunció por desilusión con la falta de reformas.
- De 1997 a 1998 presentó Trayectorio.
- En 2004 condujo Revolución, cancelado tras pocas emisiones.
- Nunca ha sido miembro de un partido político.

## Publicaciones

### Prosa
- Excavaciones de la historia armenia, ensayos, Actual Art, 2024.
- Paredes de algodón, novela, Actual Art, 2019.
- Amor en Moscú, novela, Antares, 2015.
- Charenc, cine novela biográfica, Antares, 2015.
- Osama: La transformación final, inédita, 2006.
- Búhos, colección de novelas cortas, Printinfo, 2005.
- Escape de la tierra prometida, novela-panfleto, Internews-Tigran Mets, 2004.
- Migajas (cuentos), Historia europea (novela corta), Bnagir, 2003.
- Disfrazado para la cruz, novela histórica, Printinfo, 2002.
- Deslizamiento de Tierras, novela, Apollon, 2000.

### Poesía
- Apoyándose en la mitad de tu sueño, Ereván, 2022.
- Encorvado sobre las mesas, Nairi, 1996.
- Cuaderno emocional, Sovetakan grogh, 1988.

### Obras traducidas destacadas
- Glissement de Terrain (francés), Les 400 coups, 2006.
- L’Imbécile (francés), L'Asiathèque, 2010.
- Földcsuszamlás (húngaro), Székelyföld, 2003.
- Оползни (ruso), Дружба народов, 2005.
- Sürüsmalar (azerí), Sənət, 2005–2006.

## Traducciones
- Sin (György Petri), Actual Art, 2010.
- En la estrella prohibida (János Pilinszky), Printinfo, 2005.
- Poesía francesa, antología, Universidad de Ereván, 1986.
- Poesía rusa de principios del siglo XX, Universidad de Ereván, 1982.

## Dramaturgia y guiones
- La tarea necesita ser resuelta, TV pública, 1993.
- El efecto isla (Terricón), tragicomedia, 2011.
- Charents, serie biográfica, Sharm Company.
- Clanes del Kremlin, documental, NTV, 2011.
- Otros tiempos, largometraje, Paradiz Company.

## Apariciones en cine
- Mesrop Mashtots en Avetik (Don Askarian), 1992.
- Loghlogh en Tres marineros en un desierto abrasador, 1991.
- Monje ciego en Dioses antiguos, Teatro-Estudio Ereván.

## Artículos y ensayos
- Control remoto, en Public Spheres After Socialism, 2007.
- Esa dulce palabra: Armenia, Aravot.
- Ruleta armenia, Aravot, 1995–1996.
- El perímetro armenio, Hayk, 1990–1992.

## Entrevistas y medios
- Perfil (2010), Hraparak, 7 Días, Azatutyun, Senet, Aravot.